# Bruno Stevens
Pour les articles homonymes, voir Stevens.
Bruno Stevens est un photojournaliste belge né le 15 mai 1959 à Ixelles.

## Biographie
Après des études à l'Institut national supérieur des arts du spectacle (INSAS) à Bruxelles, Bruno Stevens commence une carrière comme ingénieur du son.
En 1998, il décide se consacrer à la photographie en tant que photojournaliste indépendant,. Bruno Stevens se spécialise dans la couverture des zones de tensions et de conflits. Il a travaillé entre autres au Mexique, en Haïti, en Irak, au Laos, en Israël, en Tchétchénie, au Cambodge, en Libye, au Darfour, en ex-Yougoslavie, en Inde, aux États-Unis, en Iran, en Somalie, au Pakistan, au Kenya, etc.
Il est publié dans de multiples publications et correspondances internationales, notamment : Paris-Match, RTBF, RTL, De Morgen, De Standaard, BBC, Sky News, France 24, Stern, Libération, New York Times, Sunday Times Magazine, TIME, VSD, Newsweek, The Guardian, Die Zeit, HQ, El Mundo Magazine, Le Monde, Sunday Telegraph, The Independent, Days Japan, El País, Atlantic Monthly, Volkskrant, Corriere della Sera, National Geographic Magazine, etc.

## Prix
Bruno Stevens a reçu plusieurs prix internationaux, en particulier de World Press Photo et Pictures of the Year International (POYi)World Press Photo 
- 2007 : 1er prix « Portraits », British Press Photographer of the Year
- 2006 : Nommé pour le Visa d’Or (magazine), Visa pour l'image (Cholera en Angola)
- 2006 : Nommé pour le Visa d’Or (news), Visa pour l'image (Sécheresse en Somalie)
- 2004 : 1er prix « Daily Life », World Press Photo « Café Al-Zahawi, Baghdad »[7]
- 2003 : Prix spécial du jury, 7e Rencontres internationales de photo journalisme, Gijon, Espagne (reportage en Irak)
- 2003 : Nommé pour le Visa d’Or (news), Visa pour l'image (reportage en Irak)
- 2003 : 2e prix « People in the News Stories », World Press Photo, Inde[8].
- 2001 : 2e prix « Daily Life Stories », World Press Photo. (Retour des civils à Grozny)[9]

## Expositions individuelles
- 2011 : juin/septembre. « GROUND », Sint Pieters Abdij, Gand[10].
- 2010 : mars/avril. « Haiti 7.0 », Galerie NKA, Bruxelles.
- 2009 : octobre/novembre. « Land of the Free », 'KASK', Gand.
- 2008 : mars/mai. « Lettre persane », Botanique, Bruxelles.
- 2008 : mars/mai. «L'Histoire au présent », Botanique, Bruxelles.
- 2007 : mars. « Fatum », Photo Gallery, Bruxelles.
- 2006 : novembre/décembre. « Fatum », Galerie Cosmos, Mois de la photo, Paris.
- 2004 : Mars/septembre. « Bagdad », Musées Royaux d’Art et d’Histoire, Bruxelles.
- 2002 : Mars. « Barrières », Berlin (Postfürhamt), Londres (Photographers gallery), Anvers, Hasselt.
- 2001 : octobre/décembre. « Barrières », Maison internationale, Bruxelles.
- 1999 : septembre/novembre. « Chassés-croisés », Musée de la photographie, Charleroi.
- 1999 : mai/juin. « Les Silences et les Masques », Galerie Sfinks, Anvers.

## Principales expositions collectives
- 2011 : septembre. Projection sur le livre "Ground", Visa pour l’Image, Perpignan, France.
- 2009 : mai. Gaza, « Collective Punishment », NY Photo Festival, with Tim Hetherington,  curated by Jon Levy.
- 2006 : septembre. « Sécheresse, Corne de l'Afrique », Visa pour l’Image, Perpignan, France[11].
- 2002 : septembre. Projection du reportage sur Jenine, Visa pour l’image, Perpignan, France.
- 2002 : juillet/août. « Barrières », Noordlicht Festival, Groningen, Pays-Bas.
- 2000 : septembre. Projection du volet « Sud-Liban », Visa pour l’Image, Perpignan, France.
- 1999 : septembre. « Les Prisons d’Haïti », Visa pour l’Image, Perpignan, France[12].

## Ateliers
- 2016 : Belgique: Lesphotographes.org. "La photographie au-delà de l'image."[13]
- 2009 : Israël: Sapir College: Conférence et débat sur le conflit israélo-palestinien.
- 2009 : Israël: Tel Aviv University: Symposium sur les génocides: conférences et débats.
- 2009 : Gand, KASK: Masterclass et exposition.
- 2009 : NY Photo Festival 09: Conférence.
- 2009 : Toscana Photographic Workshop, Milan : Masterclass "Passion & Profession".
- 2008 : Botanique, Bruxelles: Conférences: "L'Histoire au Présent".
- 2007 : Toscana Photographic Workshop: Workshop avec Monika Bulaj.
- 2006 : Toscana Photographic Workshop: Workshop avec Kent Kobersteen.
- 2006 : Etworc, Bruxelles: Cycle de conférences.
- 2005-2008 : Canon Academy, Italy: Très nombreux workshops. (Siena, Milan, Venise...).
- 2005 : St. Lukas Hogeschool, Bruxelles: Masterclass, jury d'études et conférence.
- 2004-2006 : ENSAV La Cambre, Bruxelles: Workshop de photographie (section graphisme).
- 2004 : University of Auckland, NZ: Masterclass, Centre for Continuing Education.
- 2003-2015 : Ihecs, Bruxelles: Jurys de fin d'études.
- 2003 : Université de Gijon, Espagne: Masterclass Encuentros de Fotoperiodismo.
- 2002 : Sarajevo, Bosnie: Masterclass pour le World Press Photo avec Neil Burgess.